# Selonnet
Selonnet ist eine französische Gemeinde mit 451 Einwohnern (Stand 1. Januar 2022) im Département Alpes-de-Haute-Provence in der Region Provence-Alpes-Côte d’Azur. Sie gehört zum Kanton Seyne im Arrondissement Digne-les-Bains. Die Bewohner nennen sich Selonnois.
Die angrenzenden Gemeinden sind Ubaye-Serre-Ponçon mit La Bréole im Norden, Montclar im Nordosten, Seyne im Südosten, Auzet im Süden, Barles und Bayons im Südwesten, Saint-Martin-lès-Seyne im Westen und Bréziers (Berührungspunkt) im Nordwesten.

## Bevölkerungsentwicklung
| Jahr      | 1962 | 1968 | 1975 | 1982 | 1990 | 1999 | 2008 | 2014 |
| --------- | ---- | ---- | ---- | ---- | ---- | ---- | ---- | ---- |
| Einwohner | 276  | 289  | 258  | 274  | 331  | 404  | 430  | 438  |

## Sehenswürdigkeiten
- Tour Lesdiguières, Monument historique

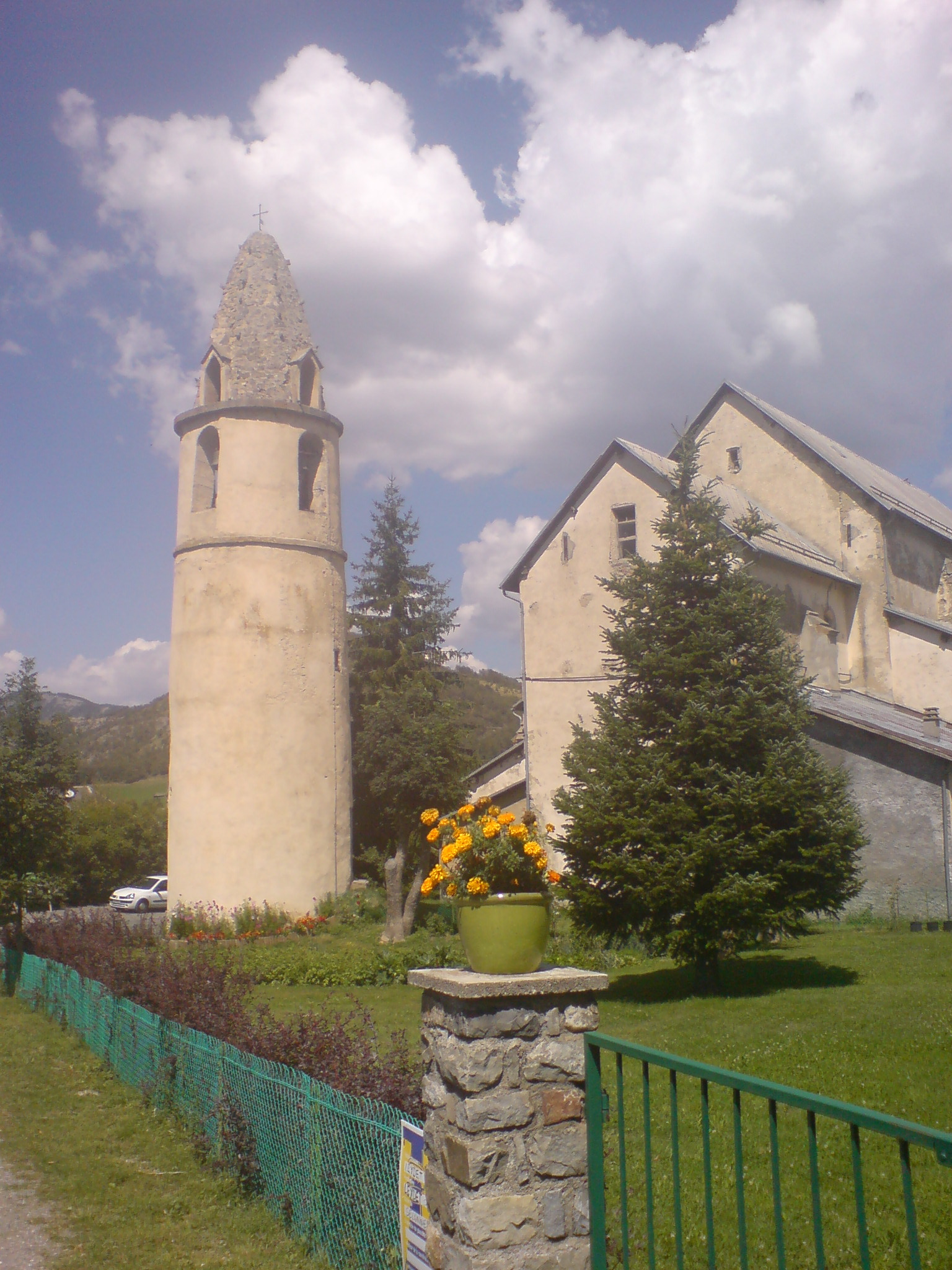
Tour Lesdiguières